# Жуковський Іван Євгенович
Іва́н Євге́нович Жуко́вський (4 березня 1901, місто Кіцмань, нині Чернівецької області —  4 грудня 1980, Нью-Йорк, США) — український архітектор, диригент. Член-кореспондент Української вільної академії наук (від 1972 року).